# الحرف (الرضمة)

تعديل مصدري - تعديل

الحرف محلة تابعة لقرية ذى الصولع السفلى، التابعة لعزلة كحلان بمديرية الرضمة إحدى مديريات محافظة إب في الجمهورية اليمنية.، بلغ تعداد سكانها 369 حسب تعداد اليمن لعام 2004.